# Бойфренд (телесериал)
«Бойфренд» (англ. Encounter, кор. 남자친구, Namjachingu) — южнокорейский телесериал 2018-2019 года, в главных ролях Сон Хегё и Пак Бо-гом. Выходил с 28 ноября 2018 по 24 января 2019 года на канале tvN.
Это одна из самых популярных корейских драм в истории кабельного телевидения.

## Сюжет
Собранная судьбой женщина, у которой, на первый взгляд, есть все и молодой человек, у которого, кажется, ничего нет, решают отказаться от обычной жизни, чтобы быть вместе.

## В ролях
- Сон Хегё — Ча Сухён
- Пак Погом — Ким Джинхёк

## Саундтрек

### Part 1
| №                   | Название                        | Текст песни                | Музыка                     | Artist              | Длительность |
| ------------------- | ------------------------------- | -------------------------- | -------------------------- | ------------------- | ------------ |
| 1.                  | «The Day We Met» (영화 같던 날) | Nam Hye-seung, Park Jin-ho | Nam Hye-seung, Park Jin-ho | Cheeze              | 3:56         |
| 2.                  | «The Day We Met» (Inst.)        |                            | Nam Hye-seung, Park Jin-ho |                     | 3:56         |
| Общая длительность: | Общая длительность:             | Общая длительность:        | Общая длительность:        | Общая длительность: | 7:52         |

### Part 2
| №                   | Название                                | Текст песни         | Музыка              | Artist              | Длительность |
| ------------------- | --------------------------------------- | ------------------- | ------------------- | ------------------- | ------------ |
| 1.                  | «Into My Heart» (그대가 이렇게 내 맘에) | Hen                 | Hen                 | Ли Со-ра            | 3:21         |
| 2.                  | «Into My Heart» (Inst.)                 |                     | Hen                 |                     | 3:21         |
| Общая длительность: | Общая длительность:                     | Общая длительность: | Общая длительность: | Общая длительность: | 6:42         |

### Part 3
| №                   | Название                         | Текст песни                | Музыка                     | Artist                    | Длительность |
| ------------------- | -------------------------------- | -------------------------- | -------------------------- | ------------------------- | ------------ |
| 1.                  | «Don't Hesitate» (망설이지 마요) | Nam Hye-seung, Park Jin-ho | Nam Hye-seung, Park Jin-ho | Ёнг Джун-хёнг (Highlight) | 3:35         |
| 2.                  | «Don't Hesitate» (Inst.)         |                            | Nam Hye-seung, Park Jin-ho |                           | 3:35         |
| Общая длительность: | Общая длительность:              | Общая длительность:        | Общая длительность:        | Общая длительность:       | 7:10         |

### Part 4
| №                   | Название            | Текст песни           | Музыка              | Artist              | Длительность |
| ------------------- | ------------------- | --------------------- | ------------------- | ------------------- | ------------ |
| 1.                  | «The Night» (그 밤) | Lee Shin-hyung, d.ear | d.ear               | Эрик Нам            | 3:40         |
| 2.                  | «The Night» (Inst.) |                       | d.ear               |                     | 3:40         |
| Общая длительность: | Общая длительность: | Общая длительность:   | Общая длительность: | Общая длительность: | 7:20         |

### Part 5
| №                   | Название            | Текст песни         | Музыка              | Artist              | Длительность |
| ------------------- | ------------------- | ------------------- | ------------------- | ------------------- | ------------ |
| 1.                  | «Flutter» (설렘)    | Dong Woo-seok       | Dong Woo-seok       | O.WHEN              | 3:54         |
| 2.                  | «Flutter» (Inst.)   |                     | Dong Woo-seok       |                     | 3:54         |
| Общая длительность: | Общая длительность: | Общая длительность: | Общая длительность: | Общая длительность: | 7:48         |

### Part 6
| №                   | Название                      | Текст песни              | Музыка                       | Artist              | Длительность |
| ------------------- | ----------------------------- | ------------------------ | ---------------------------- | ------------------- | ------------ |
| 1.                  | «Take Me On» (나를 데려가 라) | Nam Hye-seung, JELLO ANN | Nam Hye-seung, Park Sang-hee | SAya                | 3:41         |
| 2.                  | «Take Me On» (나를 데려가 라) | Nam Hye-seung, JELLO ANN | Nam Hye-seung, Park Sang-hee | SALTNPAPER          | 3:41         |
| Общая длительность: | Общая длительность:           | Общая длительность:      | Общая длительность:          | Общая длительность: | 7:22         |

### Part 7
| №                   | Название                               | Текст песни         | Музыка              | Artist              | Длительность |
| ------------------- | -------------------------------------- | ------------------- | ------------------- | ------------------- | ------------ |
| 1.                  | «Always Be With You» (그대여야만 해요) | Bily Acoustie       | Bily Acoustie       | Пэк А-ён            | 4:41         |
| 2.                  | «Always Be With You my baby» (Inst.)   |                     | Bily Acoustie       |                     | 4:41         |
| Общая длительность: | Общая длительность:                    | Общая длительность: | Общая длительность: | Общая длительность: | 9:22         |

### Part 8
| №                   | Название            | Текст песни                | Музыка                     | Artist              | Длительность |
| ------------------- | ------------------- | -------------------------- | -------------------------- | ------------------- | ------------ |
| 1.                  | «Fairytale» (동화)  | Nam Hye-seung, Park Jin-ho | Nam Hye-seung, Park Jin-ho | Ra.D                | 5:07         |
| 2.                  | «Fairytale» (Inst.) |                            | Nam Hye-seung, Park Jin-ho |                     | 5:07         |
| Общая длительность: | Общая длительность: | Общая длительность:        | Общая длительность:        | Общая длительность: | 10:14        |

### Part 9
| №                   | Название                       | Текст песни         | Музыка              | Artist              | Длительность |
| ------------------- | ------------------------------ | ------------------- | ------------------- | ------------------- | ------------ |
| 1.                  | «Good Night» (안녕히 주무세요) | Han Jae-wan         | Han Jae-wan         | Seo Ji-an           | 3:37         |
| 2.                  | «Good Night» (Inst.)           |                     | Han Jae-wan         |                     | 3:37         |
| Общая длительность: | Общая длительность:            | Общая длительность: | Общая длительность: | Общая длительность: | 7:14         |

## Рейтинги
| № серии | Дата показа     | AGB Nielsen   | AGB Nielsen   | TNmS         | TNmS  |
| № серии | Дата показа     | Национальный  | Сеул          | Национальный | Сеул  |
| ------- | --------------- | ------------- | ------------- | ------------ | ----- |
| 1       | 28 ноября 2018  | 8.683% (1st)  | 11.454% (1st) | 9.4%         | 10.7% |
| 2       | 29 ноября 2018  | 10.329% (1st) | 12.868% (1st) | 11.0%        | 12.6% |
| 3       | 5 декабря 2018  | 9.251% (1st)  | 11.772% (1st) | 10.2%        | 11.5% |
| 4       | 6 декабря 2018  | 9.264% (1st)  | 11.468% (1st) | 9.2%         | N/A   |
| 5       | 12 декабря 2018 | 8.513% (1st)  | 10.575% (1st  | 10.5%        | 12%   |
| 6       | 13 декабря 2018 | 8.594% (1st)  | 10.906% (1st) | 8.1%         | N/A   |
| 7       | 19 декабря 2018 | 8.592% (1st)  | 10.612% (1st) | 8.6%         | N/A   |
| 8       | 20 декабря 2018 | 9.166% (1st)  | 11.776% (1st) | 7.7%         | N/A   |
| 9       | 2 января 2019   | 7.810% (1st)  | 9.845% (1st)  | 7.2%         | N/A   |
| 10      | 3 января 2019   | 7.962% (1st)  | 9.590% (1st)  | 7.7%         | N/A   |
| 11      | 9 января 2019   | 7.513% (1st)  | 9.310% (1st)  | 7.5%         | N/A   |
| 12      | 10 января 2019  | 7.623% (1st)  | 9.630% (1st)  | 7.3%         | N/A   |
| 13      | 16 января 2019  | 7.927% (1st)  | 10.043% (1st) | 8.0%         | N/A   |
| 14      | 17 января 2019  | 7.702% (1st)  | 9.678% (1st)  | 7.4%         | N/A   |
| 15      | 23 января 2019  | 7.999% (1st)  | 10.590% (1st) | 7.9%         | N/A   |
| 16      | 24 января 2019  | 8.678% (1st)  | 11.161% (1st) | 7.4%         | N/A   |
| Средний | Средний         | 8.475%        | 10.704%       | 8.4%         | -     |